# ハリエット・ボンフェイス
ハリエット・ボンフェイス（Harriet Boniface、1993年1月26日 - ）は、マラウイの柔道家。ゾンバ出身。2021年に国際柔道連盟アスリート委員会のアフリカ代表に選出された。2021年の東京オリンピックの女子48kg級に出場した。

## 主な戦績
| 年   | 大会                   | 開催地           | 種目   | 結果           | 備考 |
| ---- | ---------------------- | ---------------- | ------ | -------------- | ---- |
| 2014 | 世界柔道選手権大会     | チェリャビンスク | 48kg級 | 2回戦敗退      |      |
| 2018 | 世界柔道選手権大会     | バクー           | 48kg級 | 1回戦敗退      |      |
| 2019 | アフリカ柔道選手権大会 | ケープタウン     | 48kg級 | 敗者復活戦敗退 |      |
| 2019 | アフリカ競技大会       | ラバト           | 48kg級 | 1回戦敗退      |      |
| 2019 | 世界柔道選手権大会     | 東京             | 48kg級 | 1回戦敗退      |      |
| 2020 | アフリカ柔道選手権大会 | アンタナナリボ   | 48kg級 | 3位決定戦敗退  |      |
| 2021 | アフリカ柔道選手権大会 | ダカール         | 48kg級 | 1回戦敗退      |      |
| 2021 | オリンピック           | 東京             | 48kg級 | 1回戦敗退      |      |
| 2022 | コモンウェルスゲームズ | バーミンガム     | 48kg級 | 3位決定戦敗退  |      |